# Канада и канадский вопрос
Канада и канадский вопрос (англ. Canada and the Canadian Question) — книга 1891 года, написанная англоканадским писателем Голдвином Смитом, в ней анализируется Канада XIX века, включая её управление, французские корни Квебека и Канадскую Конфедерацию. Его аргумент в пользу Объединение Канады с США с северными штатами США вызвал фурор. 
Анализ Смита позже вдохновил Питера Браймлоу на книгу с критическим анализом состояния Канады 1986 года под названием «Игра патриотов» (The Patriot Game).